# Music for Relief
Music For Relief (Do inglês, Música para ajudar, em tradução livre) é uma organização de caridade fundada pela banda norte-americana Linkin Park. O objetivo é prestar socorro às vítimas de catástrofes naturais e trazer a consciência para as pessoas sobre o aquecimento global.

## Sobre a Organização
Desde a sua criação em 2005, a organização arrecadou mais de 3 milhões de Dólares para ajudas as vítimas de:
- Sobrevivêntes do Terremoto no Oceano Índico, em 2004;
- Em parceria com Hollywood para a Habitat para a Humanidade na construção de casas para as pessoas atingidas pelo furacão Furacão Katrina e Rita.
- Incêndios florestais na Califórnia em outubro de 2007.
- O ciclone Sidr em Banglades.
- Terremoto no Haiti, em Janeiro de 2010.
- Terremotos no Japão de 2011, em Fevereiro.

## Realizações
Music for Relief ajudou a plantar mais 810 mil árvores para ajudar a reduzir o aquecimento global e que foi facilitada através de uma doação do LPU, o que contribuiu para mais 100 mil árvores fossem plantadas.